# Вензовец
Вензовец (бел. Вензавец) — агрогородок в Белоруссии, центр Вензовецкого сельсовета Дятловского района Гродненской области. Население 612 человек (2009).

## География
Агрогородок расположен в 7 км к юго-западу от города Дятлово. Южную часть агрогородка пересекает река Корявка. Через посёлок проходит шоссе М-11 на участке Дятлово — Слоним. Ближайшая ж/д станция находится в Новоельне в 20 км от Вензовца (линия Лида — Барановичи).

## История
Первое письменное упоминание о Вензовце датируется второй половиной XV века. В начале XVI века имением владел князь Федор Заславский, а с 1566 года — Иероним Сенявский, который получил его через брак с дочерью Ф. Заславского Анной. На карте 1613 года Вензовец помечен как местечко.
В 1624 году упоминается как центр волости во владении Сапег. В XVII веке Вензовец был во владении Сапег и Полубинских, в это время здесь функционировал католический храм, где хранилась икона Божией Матери, почитавшаяся чудотворной. В XVIII веке городок входил в состав Здзецельского (совр. Дятлово) графства Радзивиллов. В 1775 году здесь было 53 двора, 2 мельницы, корчма.
В результате третьего раздела Речи Посполитой (1795) Вязовец оказался в составе Российской империи, в Слонимском уезде. В 1875 году построена православная Петропавловская церковь. В 1885 году село насчитывало 90 дворов, церковь, школу, проводились ярмарки.
Согласно Рижскому мирному договору (1921) Вензовец оказался в составе межвоенной Польской Республики, где вошёл в состав Слонимского повета Новогрудского воеводства.
В 1939 году Вензовец вошёл в состав БССР, с 1973 года — центр сельсовета. В годы Великой Отечественной войны большинство еврейского населения посёлка было уничтожено в Дятловском гетто. В 1970 году здесь было 145 дворов и 485 жителей, в 1992 году — 164 двора и 538 жителей.

## Достопримечательности
- Православная Петропавловская церковь, 1875 г.